# Xe máy

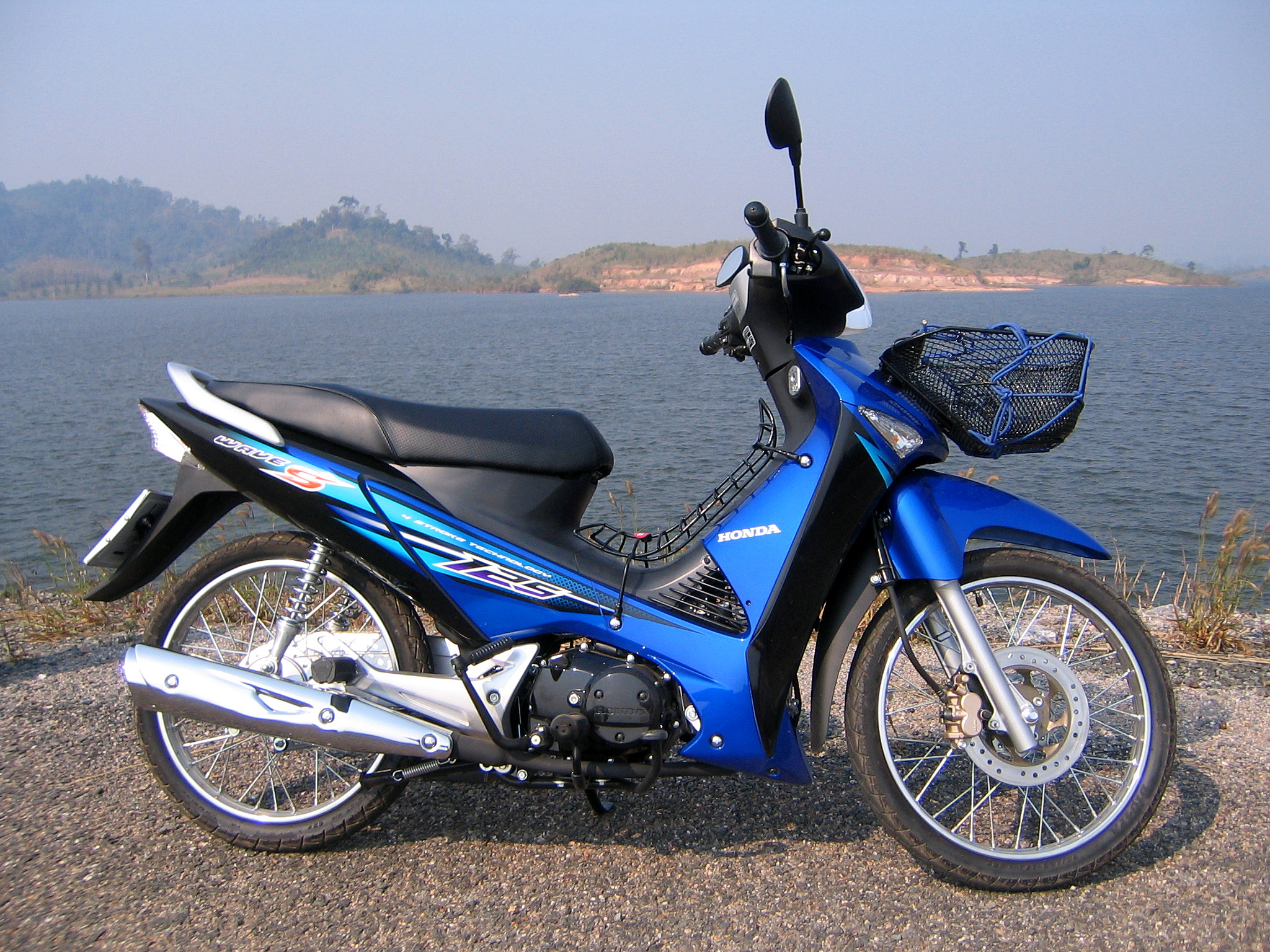
Honda Wave 125 S, đời 2007

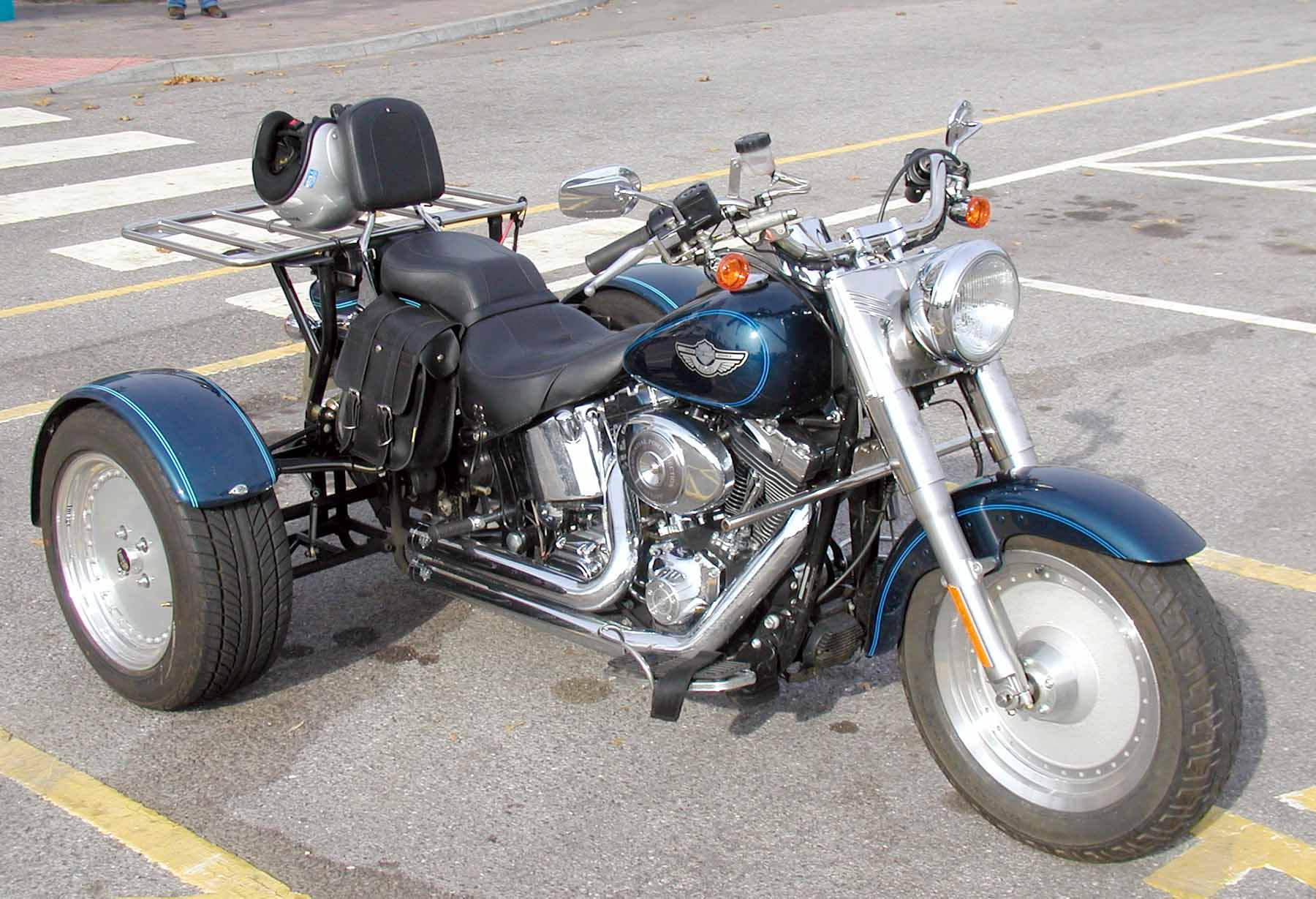
Một mô tô ba bánh.

Xe máy (còn gọi là mô tô hay xe hai bánh, xe gắn máy, phiên âm từ tiếng Pháp: Motocyclette) là loại xe có hai bánh theo chiều trước-sau và chuyển động nhờ động cơ gắn trên nó. Xe ổn định khi chuyển động nhờ lực hồi chuyển con quay khi chạy. Thông thường, người lái xe điều khiển xe bằng tay lái nối liền với trục bánh trước. Chiếc Daimler Reitwagen được chế tạo bởi Gottlieb Daimler và Wilhelm Maybach tại Đức vào năm 1885, là chiếc xe máy chạy bằng nhiên liệu xăng dầu đầu tiên. Sau đó, vào năm 1894, Hildebrand & Wolfmüller trở thành hãng sản xuất mô tô hàng loạt đầu tiên..
Có nhiều loại xe: xe chạy mọi địa hình (off-road), xe chạy trên đường thường (streetbike), xe đa dụng... Một vài loại xe có gắn thùng bên cạnh để chở người hoặc hàng và có 3 bánh gọi là xe ba bánh hay xe sidecar. Tại Việt Nam, để điều khiển xe máy nói riêng và xe cơ giới nói chung người điều khiển cần phải có giấy phép lái xe, ngoài ra tại Việt Nam, xe máy còn được gọi lóng là ngựa sắt.
Trên toàn thế giới, xe mô tô được xem là phương tiện di chuyển phổ biến tương đương với ô tô. Năm 2021, khoảng 58,6 triệu chiếc xe mô tô mới được bán trên toàn cầu, ít hơn số lượng 66,7 triệu chiếc ô tô được bán trong cùng thời kỳ.
Năm 2022, bốn nhà sản xuất xe mô tô hàng đầu về số lượng và loại xe là Honda, Yamaha, Kawasaki và Suzuki. Ở các nước đang phát triển, xe mô tô được coi là phương tiện tiện dụng do giá cả thấp hơn và nhiều khả năng tiết kiệm nhiên liệu hơn. Trong tổng số xe mô tô trên thế giới, 58% nằm ở khu vực châu Á-Thái Bình Dương và khu vực Nam và Đông Á, ngoại trừ Nhật Bản nơi ô tô chiếm ưu thế.
Theo Bộ Giao thông Hoa Kỳ (US Department of Transportation), số lượng người thiệt mạng trên mỗi dặm đi xe là 37 lần cao hơn đối với xe mô tô so với ô tô.

## Lịch sử

### Thử nghiệm và sáng chế

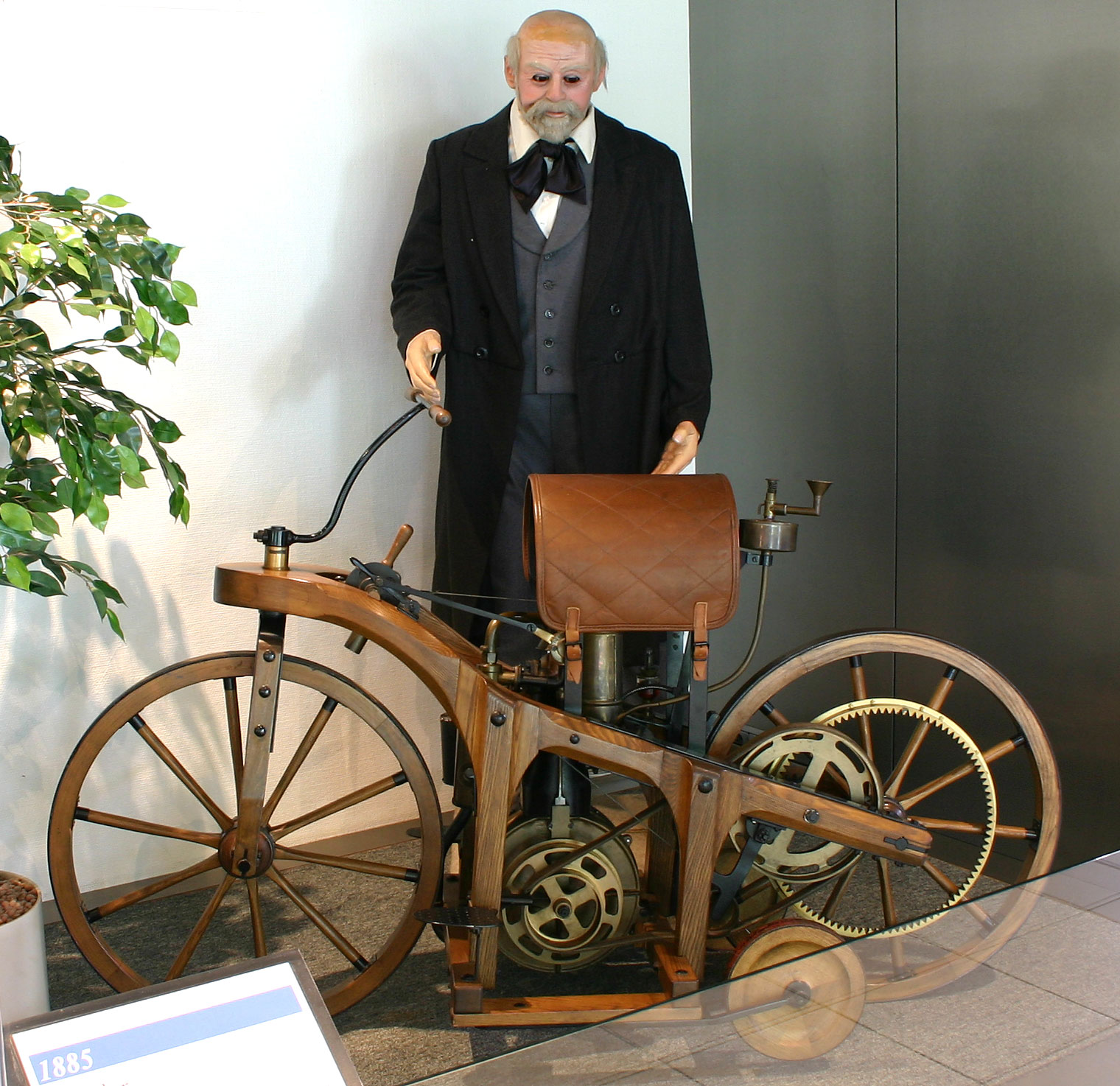
Bản sao của Daimler-Maybach Reitwagen

Vào năm 1885, hai nhà phát minh người Đức, Gottlieb Daimler và Wilhelm Maybach, đã thiết kế và chế tạo chiếc xe máy đầu tiên sử dụng động cơ đốt trong và sử dụng dầu mỏ. Chiếc xe này có tên gọi là "Reitwagen" và nó ra đời tại Bad Cannstatt, Đức. Khác với cả xe đạp an toàn và xe đạp "boneshaker" thời đại đó, chiếc xe này không có góc nghiêng trục lái và không có lệch phía trước, do đó nó không sử dụng các nguyên tắc động học của xe đạp và mô tô đã được phát triển từ trước đó tới gần 70 năm. Thay vào đó, nó dựa vào hai bánh ngoại vi để giữ thăng bằng khi lái xe.
Nhà phát minh đã đặt tên cho sáng chế của họ là "Reitwagen" (tạm dịch là "xe chạy"). Nó được thiết kế như một bộ khung thử nghiệm tạm thời cho động cơ mới của họ, thay vì là một mẫu xe thực tế.

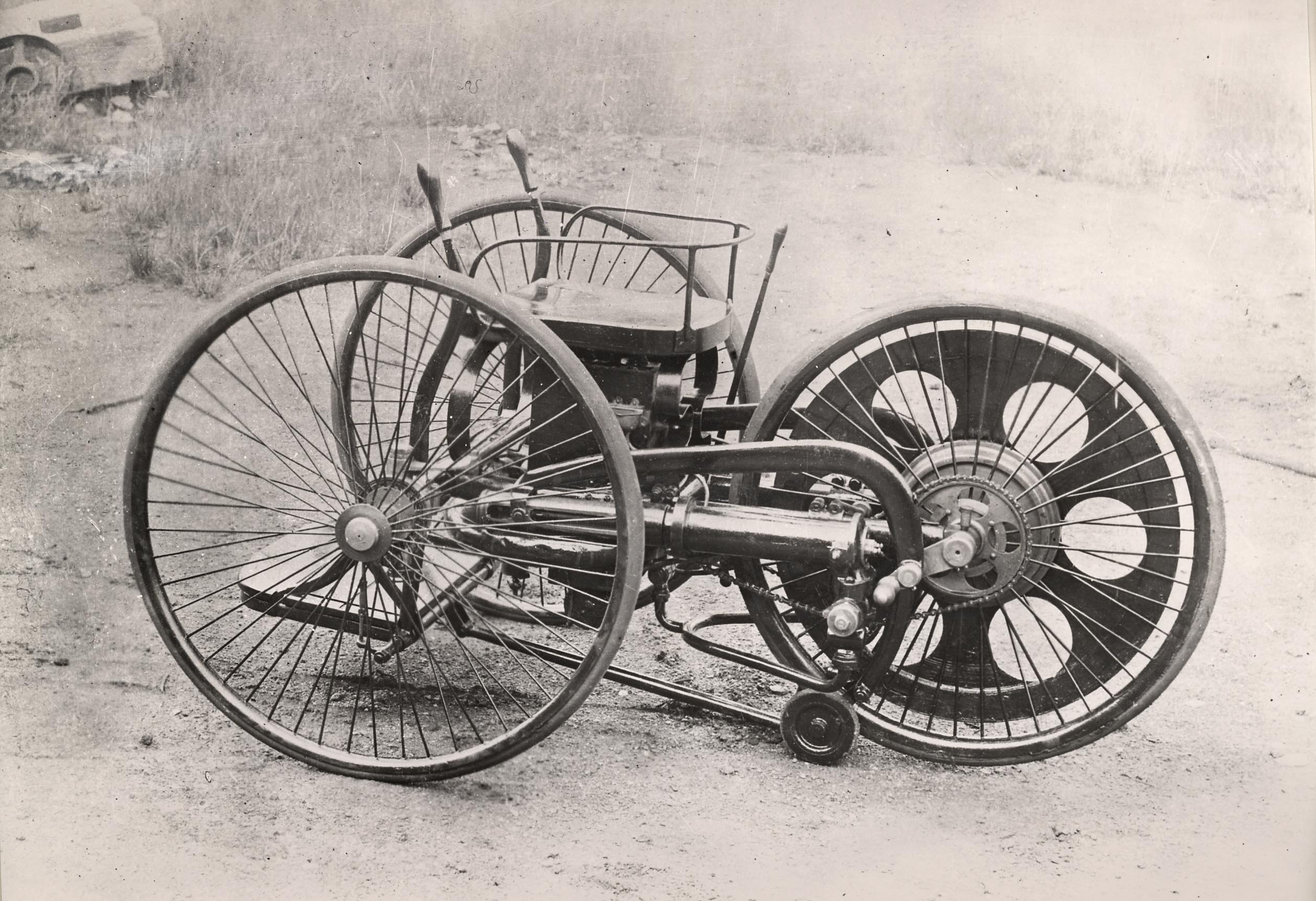
Xe đạp Brevet của Butler

Thiết kế thương mại đầu tiên cho một chiếc xe đạp tự động là một mẫu thiết kế ba bánh được gọi là Butler Petrol Cycle. Nó được sáng tạo bởi Edward Butler tại Anh vào năm 1884. Ông đã trưng bày kế hoạch cho chiếc xe này tại Triển lãm Xe đạp Stanley ở Luân Đôn vào năm 1884. Chiếc xe cuối cùng được xây dựng bởi công ty Merryweather Fire Engine ở Greenwich, Anh vào năm 1888.
Chiếc xe Butler Petrol Cycle là một phương tiện ba bánh, với bánh sau được truyền động trực tiếp bởi một động cơ hai xy-lanh nằm ngang có công suất 5/8 hp (0,47 kW), dung tích 40 cc (2,4 in khối), và khoảng cách giữa hai mặt trống xi-lanh là 2+1/4 in × 5 in (57 mm × 127 mm). Động cơ này được trang bị van xoay và bộ chế hòa khí dạng nổi (đây là công nghệ tiên tiến hơn so với Maybach vào thời điểm đó), cùng với hệ thống lái Ackermann, tất cả đều là công nghệ tiên tiến nhất trong thời kỳ đó. Khởi động được thực hiện bằng hơi nén. Động cơ được làm mát bằng chất lỏng và có bộ tản nhiệt phía trên bánh lái sau. Tốc độ được điều chỉnh thông qua cần gạt van ga. Xe không có hệ thống phanh; thay vào đó, nó dừng bằng cách nâng và hạ bánh lái sau bằng một cần gạt điều khiển bằng chân, và trọng lượng của xe sau đó được chịu bởi hai bánh xe nhỏ. Người lái ngồi ở giữa hai bánh trước. Tuy nhiên, dù có tiềm năng, xe không thành công do Butler không tìm được đủ nguồn tài chính để phát triển.
Có nhiều chuyên gia đã loại trừ các loại xe hai bánh chạy bằng hơi nước, xe máy điện hoặc diesel khỏi định nghĩa của "xe máy", và công nhận "Reitwagen" của Daimler là chiếc xe máy đầu tiên trên thế giới. 
Sự phát triển nhanh chóng của việc sử dụng xe máy điện trên toàn cầu,, việc định nghĩa xe máy chỉ dựa trên những chiếc xe hai bánh chạy bằng động cơ đốt trong đang trở nên ngày càng khó khăn. Tuy nhiên, những chiếc xe máy đầu tiên chạy bằng động cơ đốt trong (sử dụng nhiên liệu dầu mỏ), như "Reitwagen" của Đức, cũng được xem là những chiếc xe máy thực tế đầu tiên.
Nếu một phương tiện hai bánh với động cơ hơi nước được xem là xe máy, thì có thể coi chiếc Michaux-Perreaux steam velocipede của Pháp là một trong những chiếc xe máy đầu tiên. Nó được đăng ký sáng chế vào tháng 12 năm 1868 và được xây dựng cùng thời điểm với chiếc Roper steam velocipede của Mỹ, màSylvester H. Roper từ Roxbury, Massachusetts đã trình diễn tại các hội chợ và rạp xiếc ở phía đông nước Mỹ từ năm 1867. Sylvester H. Roper đã xây dựng khoảng 10 chiếc ôtô và xe máy chạy bằng động cơ hơi nước từ những năm 1860 cho đến khi ông qua đời vào năm 1896.

#### Tóm tắt về những phát minh ban đầu
| Năm       | Phương tiện                       | Số bánh                    | Nhà phát minh                                           | Loại động cơ                     | Ghi chú |
| --------- | --------------------------------- | -------------------------- | ------------------------------------------------------- | -------------------------------- | --- |
| 1867-1868 | Michaux-Perreaux steam velocipede | 2                          | Pierre Michaux Louis-Guillaume Perreaux                 | Động cơ hơi nước                 | - One made                                                                                                 |
| 1867-1868 | Roper steam velocipede            | 2                          | Sylvester Roper                                         | Động cơ hơi nước                 | - One made                                                                                                 |
| 1885      | Daimler Reitwagen                 | 2 (cộng thêm 2 cánh chống) | Gottlieb Daimler Wilhelm Maybach                        | Động cơ đốt trong nhiên liệu dầu | - One made                                                                                                 |
| 1887      | Butler Petrol Cycle               | 3 (cộng thêm 2 bánh đẩy)   | Edward Butler                                           | Động cơ đốt trong nhiên liệu dầu | |
| 1894      | Hildebrand & Wolfmüller           | 2                          | Heinrich Hildebrand Wilhelm Hildebrand Alois Wolfmüller | Động cơ đốt trong nhiên liệu dầu | - Dạng cấu hình hiện đại - Xe máy được sản xuất hàng loạt đầu tiên - Máy đầu tiên được gọi là "motorcycle" |

### Các công ty mô tô đầu tiên
Năm 1894, Hildebrand & Wolfmüller trở thành chiếc mô tô được sản xuất hàng loạt đầu tiên và cũng là chiếc được gọi là mô tô đầu tiên (Motorrad) Công ty Excelsior Motor, ban đầu là một công ty sản xuất xe đạp có trụ sở tại Coventry - Anh quốc, bắt đầu sản xuất mô hình mô tô đầu tiên của họ vào năm 1896.
Chiếc mô tô đầu tiên được sản xuất ở Mỹ là Orient-Aster, do Charles Metz xây dựng vào năm 1898 tại nhà máy của ông ở Waltham, Massachusetts.
Trong giai đoạn đầu của lịch sử mô tô, nhiều nhà sản xuất xe đạp đã điều chỉnh thiết kế của họ để phù hợp với động cơ đốt trong mới. Khi động cơ trở nên mạnh mẽ hơn và thiết kế không còn phụ thuộc vào xe đạp, số lượng nhà sản xuất mô tô tăng lên. Nhiều nhà phát minh thế kỷ 19, người đã làm việc trên những chiếc mô tô đầu tiên, thường chuyển sang phát minh khác. Ví dụ, Daimler và Roper đều đã tiếp tục phát triển ô tô.

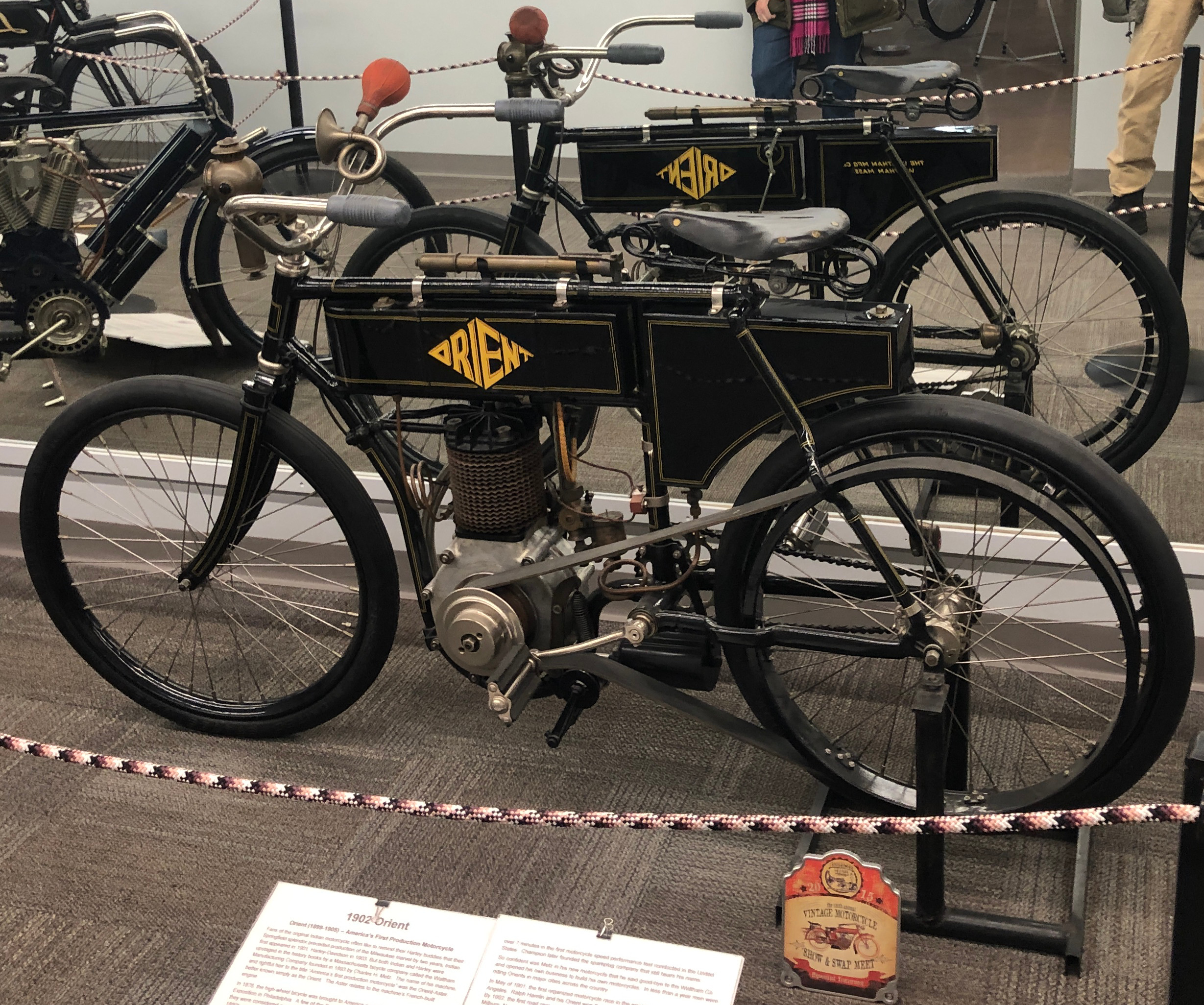
1902 Orient motocycle

Vào cuối thế kỷ 19, những công ty sản xuất hàng loạt lớn đầu tiên đã được thành lập. Năm 1898, Triumph Motorcycles ở Anh bắt đầu sản xuất xe máy, và đến năm 1903, hãng đã sản xuất hơn 500 chiếc xe. Các công ty Anh khác bao gồm Royal Enfield, Norton, Douglas Motorcycles và Birmingham Small Arms Company đã bắt đầu sản xuất xe máy vào các năm 1899, 1902, 1907 và 1910, tương ứng. Indian bắt đầu sản xuất vào năm 1901 và Harley-Davidson được thành lập hai năm sau. Đến khi Thế chiến thứ nhất bùng nổ, nhà sản xuất xe máy lớn nhất thế giới là Indian,
sản xuất hơn 20.000 xe mỗi năm.

### Thế chiến thứ nhất

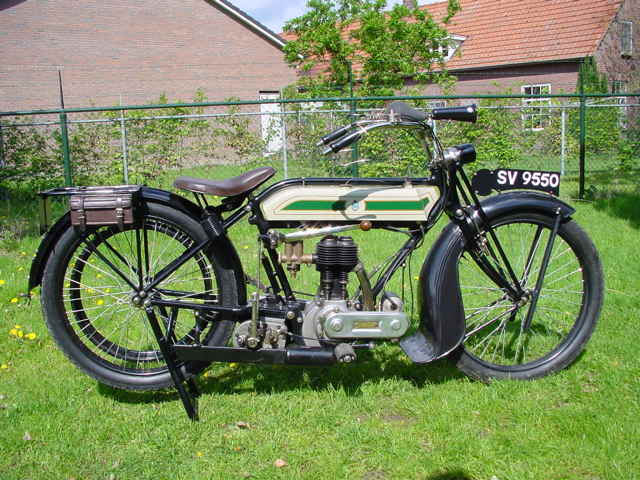
Triumph Motorcycles Model H, được sản xuất hàng loạt cho nỗ lực chiến tranh và nổi bật với độ tin cậy

Trong Thế chiến thứ nhất, sự sản xuất xe máy đã tăng mạnh để đáp ứng nhu cầu trong cuộc chiến và cung cấp phương tiện liên lạc hiệu quả cho các đơn vị tại tiền tuyến. Xe máy đã thay thế ngựa trong việc truyền tin, thực hiện nhiệm vụ trinh sát và làm việc như cảnh sát quân sự. Công ty Mỹ Harley-Davidson đã dành hơn 50% sản lượng của nhà máy cho hợp đồng quân sự vào cuối cuộc chiến. Công ty Anh Triumph Motorcycles đã bán hơn 30.000 chiếc mô hình Triumph Type H cho lực lượng đồng minh trong cuộc chiến. Chiếc xe Triumph Type H được trang bị động cơ bốn thì, đơn xi-lanh làm mát bằng không khí, dung tích 499cc, và bánh sau được dẫn động bằng dây curoa. Đây cũng là mô hình Triumph đầu tiên không có pedal.
Model H cụ thể, được nhiều người coi là "xe máy hiện đại" đầu tiên. Triumph Type H, được giới thiệu vào năm 1915, có động cơ bốn thì, xi-lanh nằm bên và dung tích 550cc. Nó được trang bị hộp số ba tốc độ và sử dụng truyền động bằng dây curoa. Mẫu xe này rất được ưa chuộng và nổi tiếng đến mức được gọi là "Trusty Triumph" (Triumph đáng tin cậy) bởi người sử dụng.

### Sau chiến tranh

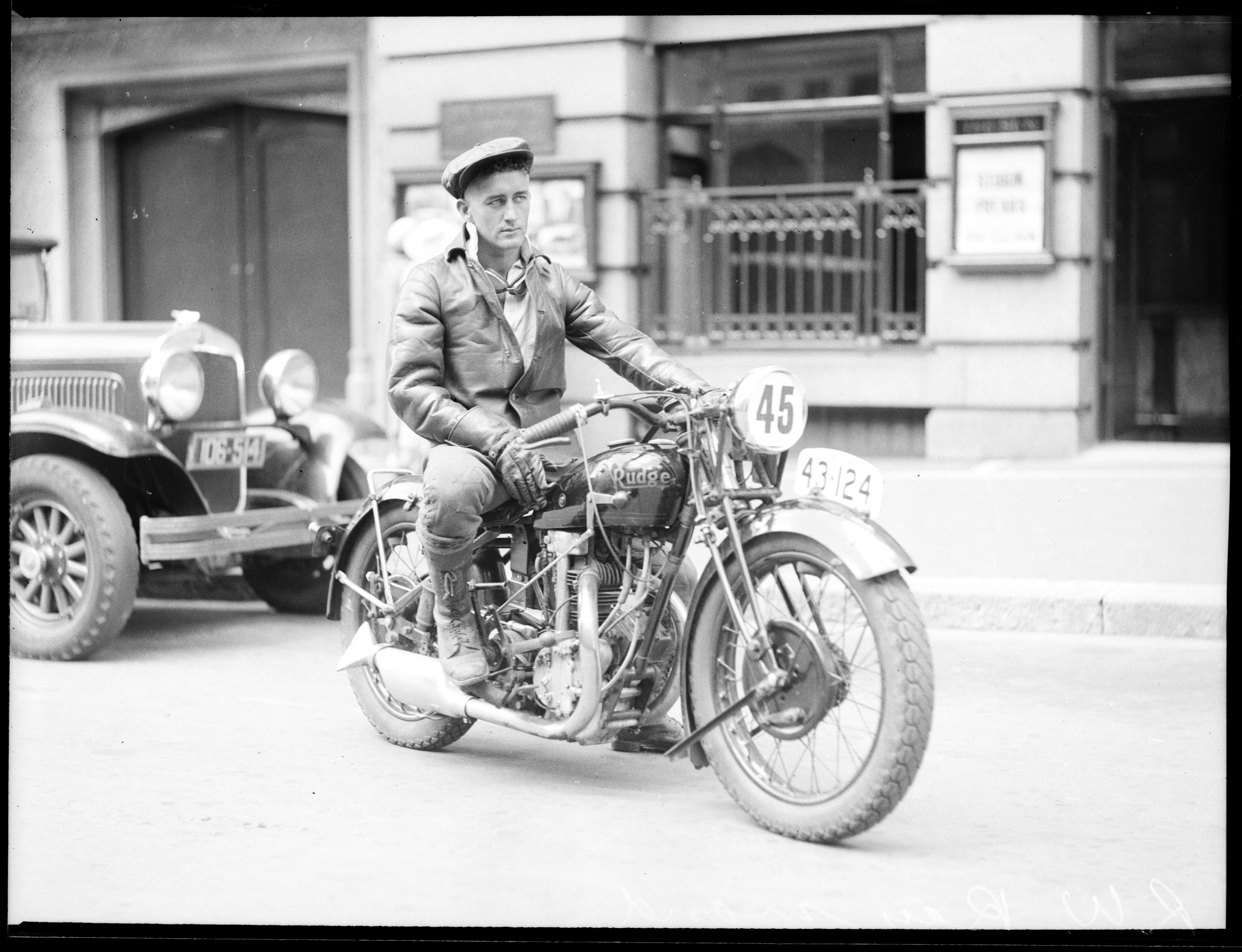
Người điều khiển xe máy trên chiếc xe máy Rudge-Whitworth của mình, Australia, khoảng năm 1935

Vào năm 1920, Harley-Davidson trở thành nhà sản xuất lớn nhất, với xe máy của họ được bán bởi các đại lý ở 67 quốc gia.
Trong số nhiều nhà sản xuất xe máy ở Anh, Chater-Lea đã nổi bật với các mẫu xe có động cơ xi-lanh đôi, và sau đó là những chiếc xe đơn lớn trong những năm 1920. Ban đầu, họ sử dụng động cơ ohv Blackburne do Woodman thiết kế, và sau đó chuyển sang sử dụng động cơ 350cc đầu tiên vượt qua tốc độ 100 dặm/giờ (160 km/h). Vào tháng 4 năm 1924, một chiếc xe của Chater-Lea đã đạt tốc độ 100,81 dặm/giờ (162,24 km/h) trong một dặm bay, lập kỷ lục mới. Sau đó, Chater-Lea cũng lập kỷ lục thế giới về dặm bay cho các xe máy dung tích 350cc và 500cc, với tốc độ 102,9 dặm/giờ (165,6 km/h). Công ty đã sản xuất các biến thể của những mẫu xe thể thao này và trở nên nổi tiếng trong cộng đồng tay đua tại Isle of Man TT. Ngày nay, Chater-Lea được biết đến nhiều nhất thông qua hợp đồng dài hạn để sản xuất và cung cấp xe máy và xe thùng cho AA Patrol.
Vào cuối những năm 1920 và đầu những năm 1930, DKW của Đức đã trở thành nhà sản xuất xe máy lớn nhất.

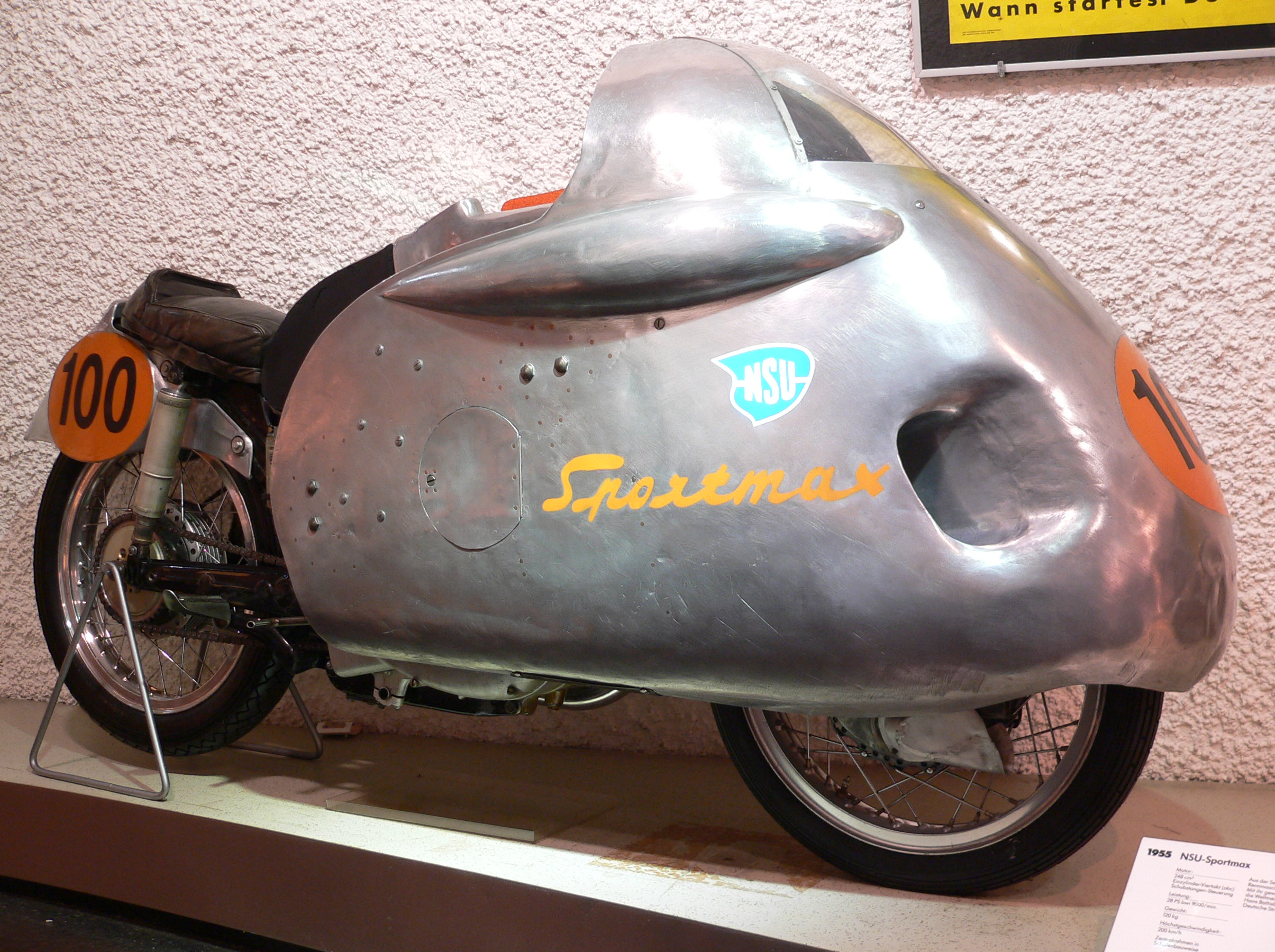
Xe máy NSU Sportmax được thiết kế theo kiểu streamline, vô địch hạng 250 cc trong mùa giải Grand Prix năm 1955

Vào những năm 1950, công nghệ streamline đã trở nên ngày càng quan trọng trong phát triển xe đua máy và "bộ quây bụi" đã mở ra những khả năng thay đổi đáng kể về thiết kế xe máy. Cả NSU và Moto Guzzi đã đứng đầu trong việc phát triển này, cả hai công ty đều sản xuất những thiết kế đột phá và tiên tiến vượt thời đại của mình. Trong số hai hãng, NSU đã tạo ra những thiết kế tiên tiến nhất. Tuy nhiên, sau cái chết của bốn tay đua NSU trong các mùa giải đua xe từ 1954 đến 1956, họ đã quyết định dừng phát triển và rút khỏi đua xe Grand Prix.
Moto Guzzi sản xuất những chiếc xe đua cạnh tranh và cho đến cuối năm 1957 đã liên tục giành chiến thắng. Năm tiếp theo, 1958, bộ quây đầy đủ bị cấm thi đấu bởi FIM do những lo ngại về an toàn.
Từ những năm 1960 đến 1990, các mô tô hai thì nhỏ phổ biến trên toàn thế giới, một phần là kết quả của công việc động cơ của người Đức Đông Đức Walter Kaaden vào những năm 1950.

### Ngày nay

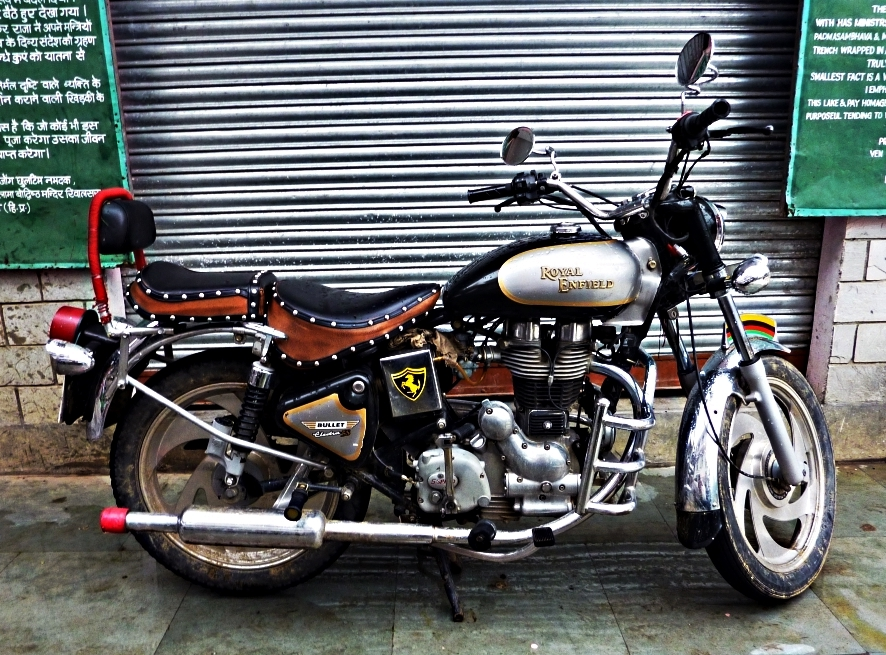
Royal Enfield Bullet

Trong thế kỷ 21, ngành công nghiệp xe máy chủ yếu được thống trị bởi các công ty xe máy từ Ấn Độ và Nhật Bản. Ngoài các loại xe máy dung tích lớn, còn có một thị trường lớn cho xe máy dung tích nhỏ hơn (dưới 300cc), tập trung chủ yếu ở các nước châu Á và châu Phi, và được sản xuất tại Trung Quốc và Ấn Độ. Một ví dụ điển hình là Honda Super Cub năm 1958 của Nhật Bản, đã trở thành phương tiện bán chạy nhất mọi thời đại, với 60 triệu chiếc được sản xuất đến tháng 4 năm 2008.
Trong thời đại hiện đại, lĩnh vực xe máy chủ yếu được các công ty Ấn Độ thống trị, với Hero MotoCorp trở thành nhà sản xuất xe hai bánh lớn nhất thế giới. Hero MotoCorp đã bán được hơn 8,5 triệu xe cho đến nay, đánh dấu sự thành công nổi bật của họ trong ngành này. Các nhà sản xuất lớn khác trong lĩnh vực này Bajaj và TVS Motors.

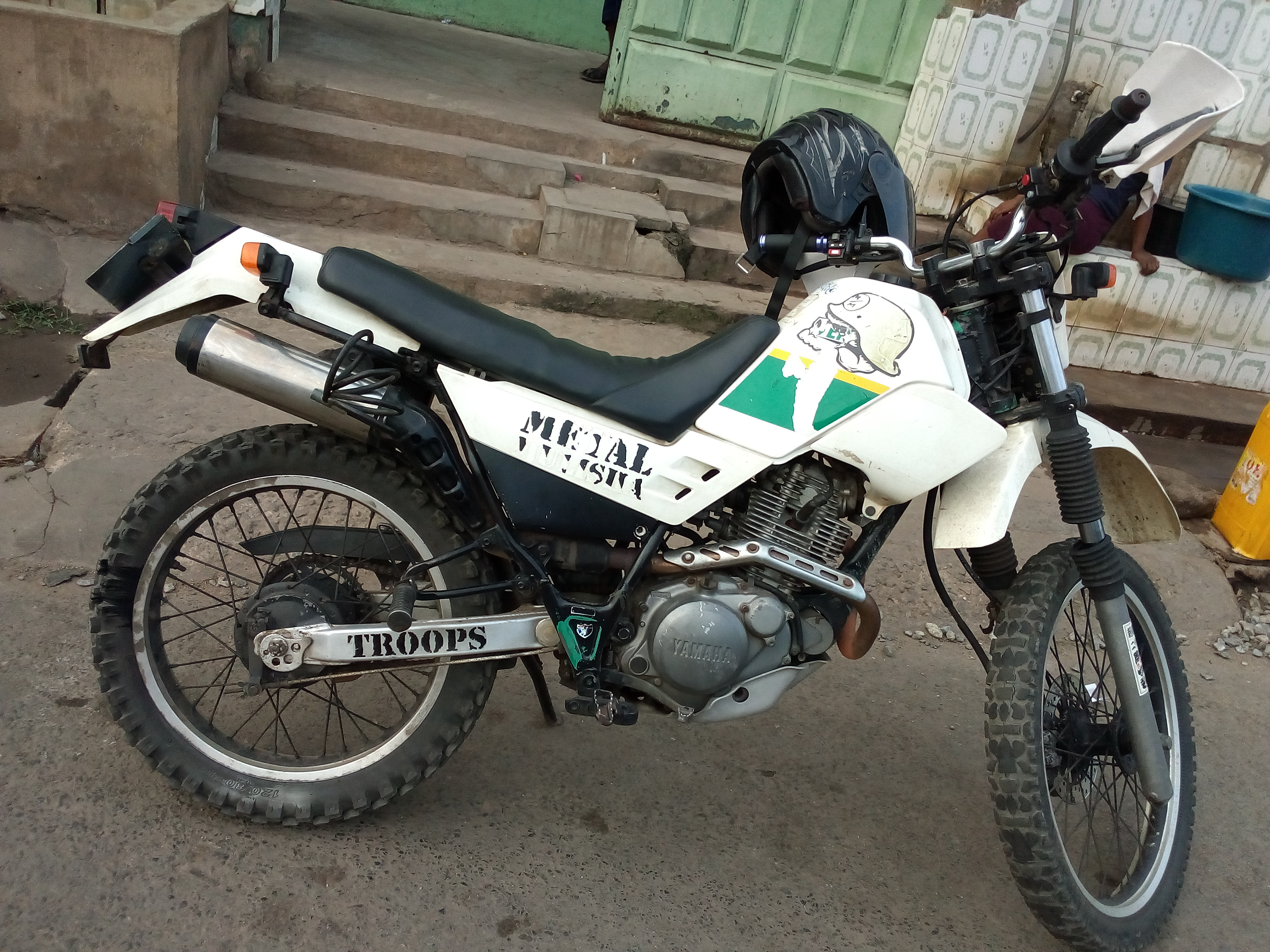
Yamaha Troops motorbike

## Phân loại

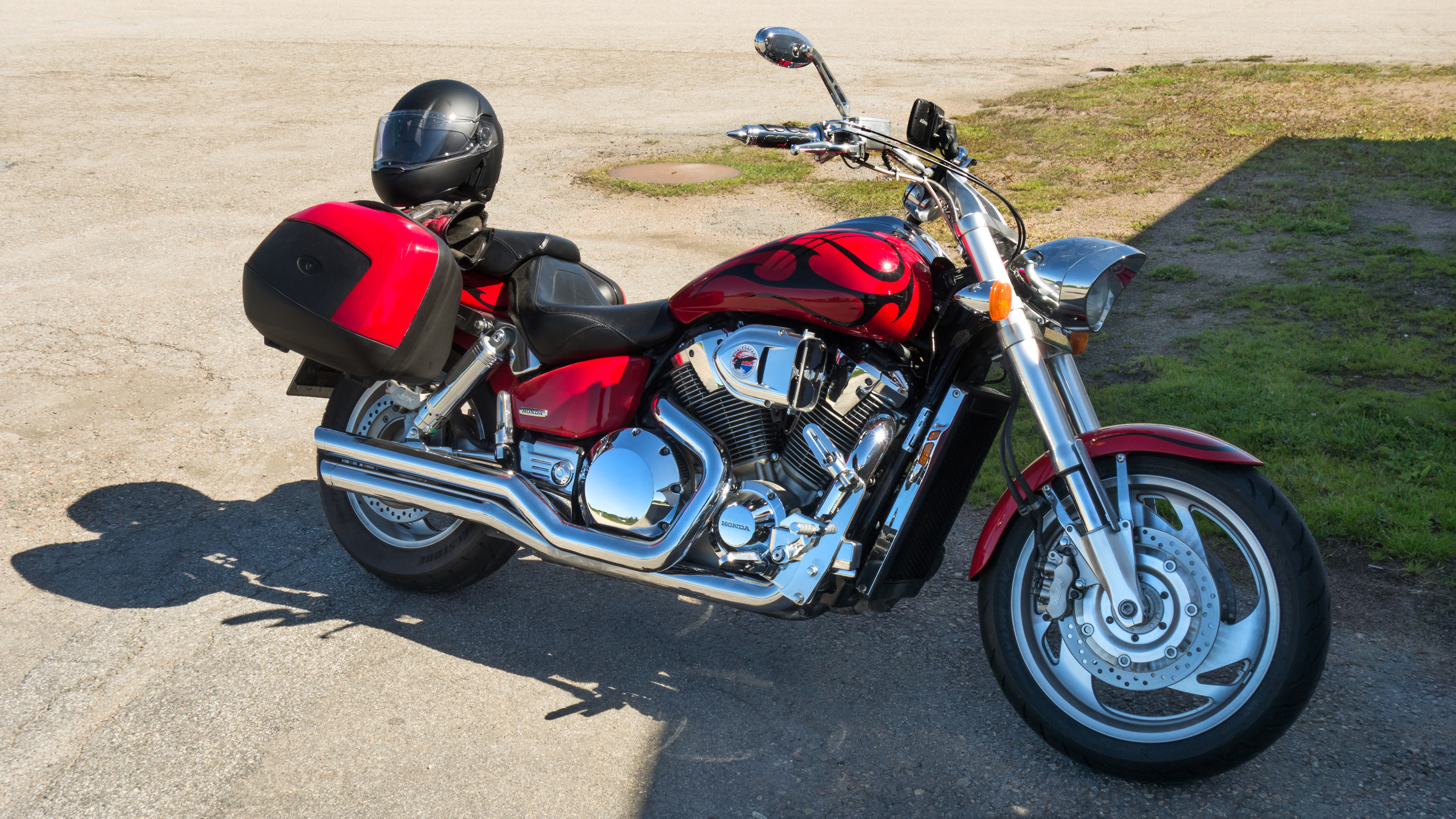
Honda VTX 1800 C.

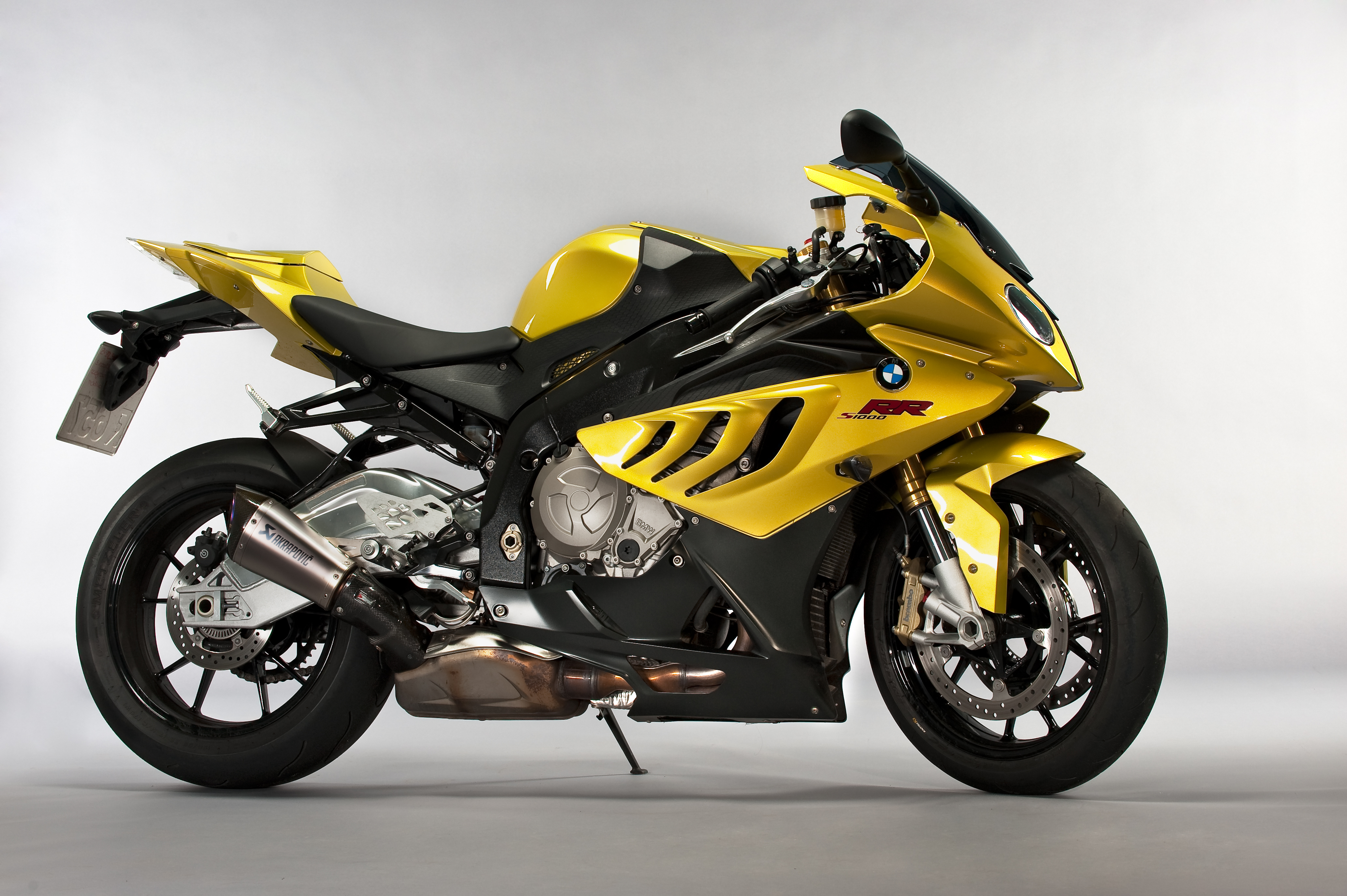
BMW S1000 RR.

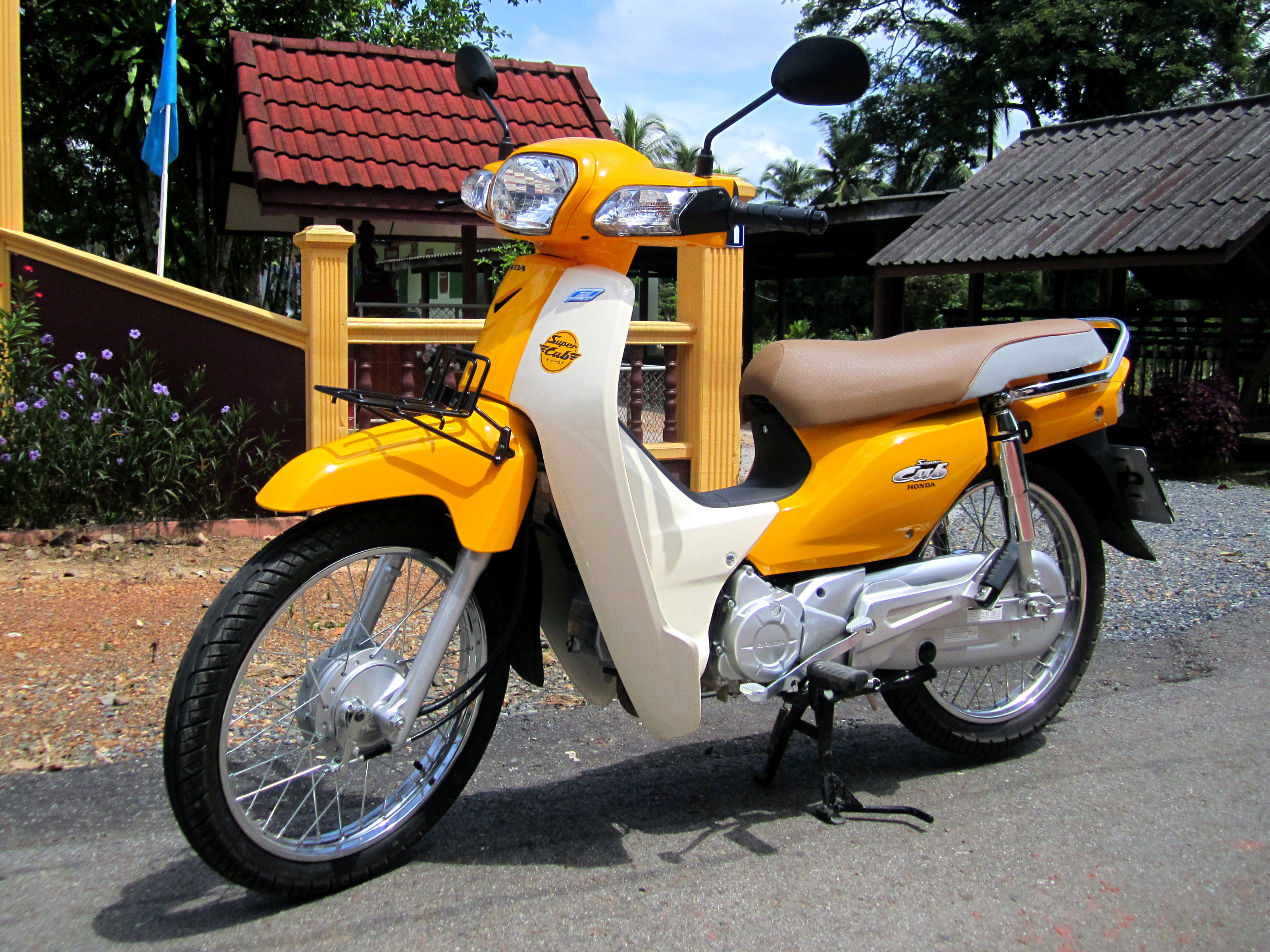
Honda Dream 110i thuộc dòng Honda Super Cub

Xe máy có thể được phân loại theo kiểu hộp số (hộp số tay và hộp số tự động), mục đích sử dụng (đa năng, đường trường, địa hình...), hình dáng (sườn cao và sườn thấp).
- Xe sườn thấp: hay còn gọi là Mô tô sườn đầm hoặc xe nữ, có đặc điểm là sườn giữa được làm thấp xuống, bình xăng nhiên liệu được đưa xuống dưới yên. Loại xe này phù hợp với nữ giới để tiện bước lên xuống xe và có phân khối nhỏ từ 49 đến dưới 170 phân khối. Được định nghĩa theo giấy tờ đăng ký tại một số quốc gia như Việt Nam là xe nữ - underbone.
- Xe sườn cao: hay còn gọi là Mô-tô, có đặc điểm là sườn xe cao ngang với yên hoặc cao hơn, sườn giữa thường là nơi chứa nhiên liệu. Lạo xe này thường có thiết kế hầm hố và có dung tích xi lanh lớn nhằm phù hợp với khích thước và trọng lượng của xe, ngoài ra còn do thị hiếu về dòng xe phân khối lớn của nam giới. Loại xe này rất phổ biến ở các nước phát triển như Mỹ, Cannada và các nước châu Âu. Tại các nước đang phát triển thì đã có sự phát triển rõ rệt vì thị hiếu và do thu nhập người dân tăng lên đáng kế. Cũng cần phải biết là loại xe sườn cao này thường là có giá bán khá cao. Chiếc moto có dung tích xi lanh và tốc độ lớn nhất hiện này là chiếc Dodge Tomahawk với dung tích xi lanh là 8,7 lít, sức mạnh đạt 500 mã lực có khả năng tăng tốc 0–100 km/h chỉ trong 2,3 giây và đạt vận tốc tối đa lên tới 560 km/h
- Xe số tay: Một biến thể của xe nữ có kiểu dáng giống như xe tay ga, với phần yếm xe rất thấp hoặc không có, lòng xe rộng. Chuyên chạy trong đô thị với kiểu dáng đẹp, tiện lợi, ưu tiên hình thức và không quan trọng động cơ. Việc chuyển số được thực hiện bằng tay số (thường nối với hộp số bằng dây cáp), không phải bằng chân như các loại xe máy động cơ nhiệt khác, vì vậy dưới chân chỉ có cần đạp phanh chứ không có cần số.
- Xe tay ga: loại động cơ đặc biệt sử dụng hộp số vô cấp, không cần chuyển số, chỉ cần tay ga là có thể hoạt động được. Có thể tiêu thụ nhiên liệu nhiệt hoặc điện.
- Xe máy điện:xe chạy bằng điện từ cục pin gắn kèm với xe!

Tuy nhiên, kiểu phân loại phổ biến nhất là dựa trên tính chất, cấu tạo và công dụng của chiếc xe. Chúng ta có xe máy thông dụng thường thấy ở Việt Nam là kiểu xe Underbone và Scooter. Trong đó, Underbone là dòng xe số, như Wave, Future, Sirius, Exciter... Đặc điểm chính của loại xe này là động cơ đặt bên dưới khung xe, bình xăng ở dưới yên. Với thiết kế này, trọng tâm xe lùi về sau hoặc ở giữa, phần đầu xe nhẹ nhàng.

### Phân loại theo pháp lý

#### Tại Việt Nam
Theo Quy chuẩn kỹ thuật quốc gia về báo hiệu đường bộ năm 2016, gọi tắt là quy chuẩn 41, điều 3 giải thích từ ngữ, mục 3.39 và 3.40 ghi rõ:
:3.39. Xe môtô (hay còn gọi là xe máy) là xe cơ giới hai hoặc ba bánh và các loại xe tương tự, di chuyển bằng động cơ có dung tích xy lanh từ 50 cm3 trở lên, tải trọng bản thân xe không quá 400 kg đối với xe máy 2 bánh hoặc khối lượng chuyên chở cho phép xác định theo Giấy chứng nhận kiểm định an toàn kỹ thuật và bảo vệ môi trường phương tiện giao thông cơ giới đường bộ từ 350 kg đến 500 kg đối với xe máy 3 bánh. Khái niệm này không bao gồm xe gắn máy nêu tại Khoản 3.40 quy định tại Điều này.
: 3.40. Xe gắn máy là chỉ phương tiện chạy bằng động cơ, có hai bánh hoặc ba bánh và vận tốc thiết kế lớn nhất không lớn hơn 50 km/h. Nếu dẫn động là động cơ nhiệt thì dung tích làm việc hoặc dung tích tương đương không được lớn hơn 50 cm3.
Khoản 20, điều 3, luật Giao thông đường bộ 2008 cũng quy định: Xe máy chuyên dùng gồm xe máy thi công, xe máy nông nghiệp, lâm nghiệp và các loại xe đặc chủng khác sử dụng vào mục đích quốc phòng, an ninh có tham gia giao thông đường bộ.
Theo quy định của Bộ Giao thông vận tải Việt Nam, muốn lái xe gắn máy bắt buộc phải có Giấy phép lái xe. Tùy theo dòng xe máy mà người lái phải thi giấy phép lái xe các hạng A1, A2, A3, A4 sao cho phù hợp. Việc sở hữu giấy phép lái xe hợp lệ không chỉ giúp đảm bảo an toàn giao thông mà còn giúp người lái tránh được những hậu quả pháp lý không mong muốn. Ngoài ra, việc nắm vững các quy định liên quan đến việc sử dụng xe máy cũng là điều cần thiết để giảm thiểu rủi ro tai nạn giao thông.

## Tính an toàn

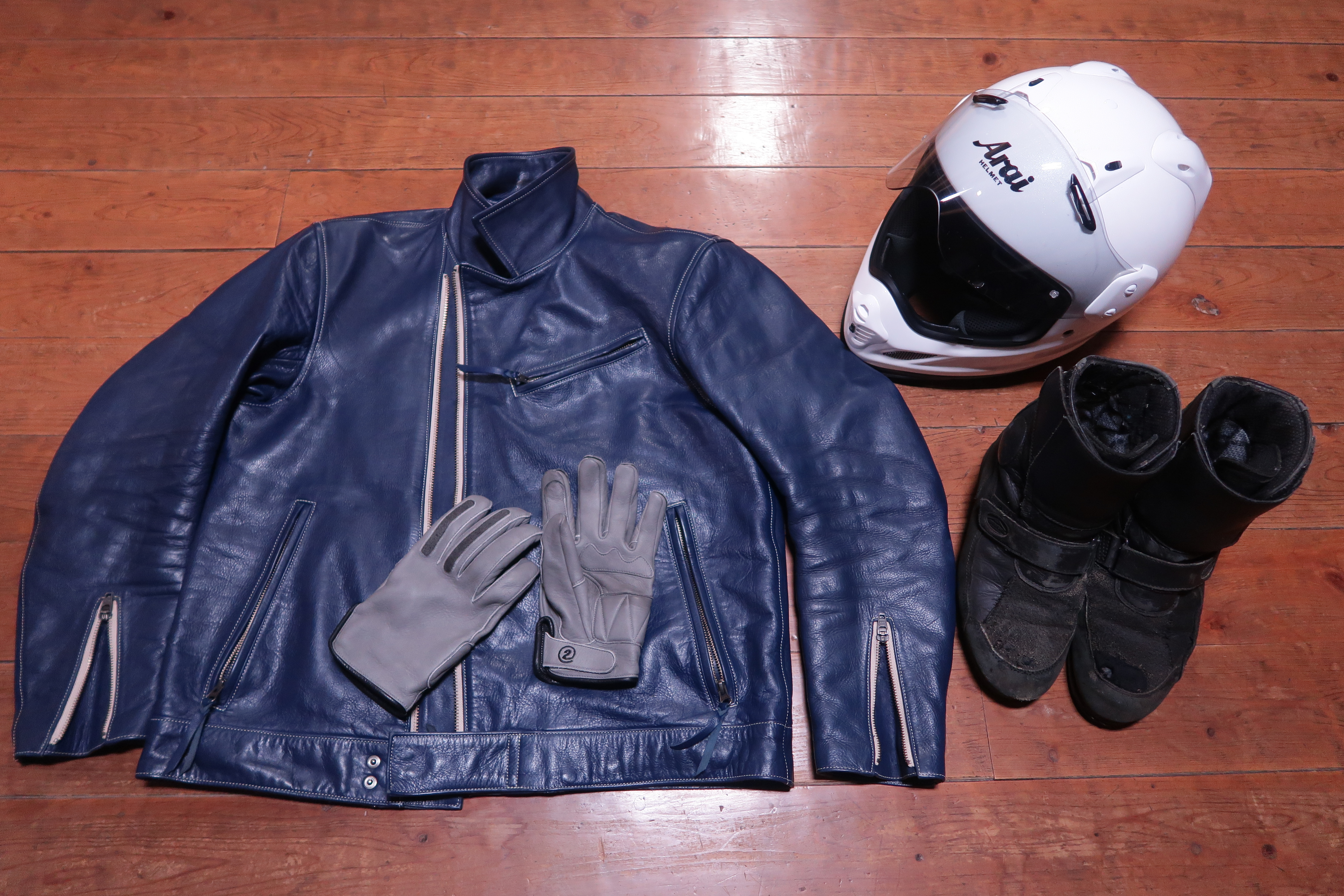
Trang bị xe máy

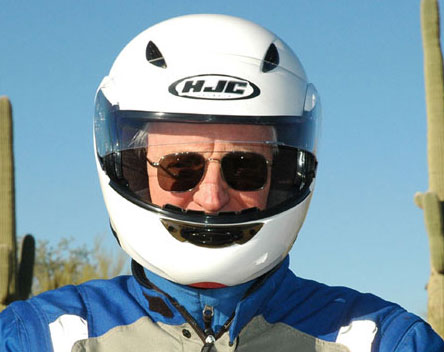
Đội mũ bảo hiểm xe máy giảm nguy cơ tử vong hoặc chấn thương đầu trong tai nạn xe máy.

Xe máy có tỷ lệ tai nạn gây tử vong cao hơn so với ô tô hoặc xe tải và xe buýt. Dữ liệu từ Hệ thống Báo cáo Phân tích Tử vong của Bộ Giao thông Hoa Kỳ cho năm 2005 cho thấy đối với ô tô, có 18,62 vụ tai nạn gây tử vong xảy ra trên mỗi 100.000 phương tiện được đăng ký. Đối với xe máy, con số này cao hơn là 75,19 trên mỗi 100.000 phương tiện được đăng ký –  gấp bốn lần so với ô tô.
Cùng dữ liệu đó cho thấy có 1,56 người tử vong trên mỗi 100 triệu dặm xe di chuyển đối với ô tô, trong khi con số tương ứng cho xe máy là 43,47, tức là cao gấp 28 lần so với ô tô (37 lần nhiều vụ tử vong trên mỗi dặm di chuyển vào năm 2007).
Hơn nữa, tỷ lệ tai nạn xe máy đã tăng đáng kể kể từ cuối những năm 1990, trong khi tỷ lệ tai nạn đã giảm đối với ô tô.
Ở Hoa Kỳ, một trong những kiểu tai nạn mô tô phổ biến nhất là khi người điều khiển ô tô không chú ý và tấp vào lề đường hoặc rẽ trước một người đi mô tô, vi phạm quyền ưu tiên của người đi mô tô. Có khi người ta gọi hiện tượng này là "SMIDSY", viết tắt của cụm từ "Sorry Mate, I Didn't See You" (Xin lỗi bạn, tôi không thấy bạn). Đây là cách mô tả phản ứng thông thường của tài xế khi họ không nhận ra sự hiện diện của người đi mô tô và cảm thấy xin lỗi về điều này. Người điều khiển xe máy có thể đưa ra dự đoán và tránh một số tai nạn bằng cách nhận được đào tạo đúng cách, tăng cường khả năng hiển thị cho các phương tiện khác, tuân thủ giới hạn tốc độ và không sử dụng chất gây nghiện như rượu hoặc các chất gây nghiện khác trước khi lái xe.
Ở Vương quốc Anh, có một số tổ chức chuyên về việc cải thiện sự an toàn của xe máy bằng cách cung cấp chương trình đào tạo người lái vượt qua mức độ cơ bản yêu cầu cho bài kiểm tra giấy phép lái xe máy. Hai trong số đó là Viện Người lái xe Nâng cao (IAM) và Hiệp hội Phòng ngừa Tai nạn Hoàng gia (RoSPA). Bên cạnh việc nâng cao mức độ an toàn cá nhân, những tay lái được đào tạo cao này còn có thể được hưởng lợi từ việc giảm chi phí bảo hiểm.

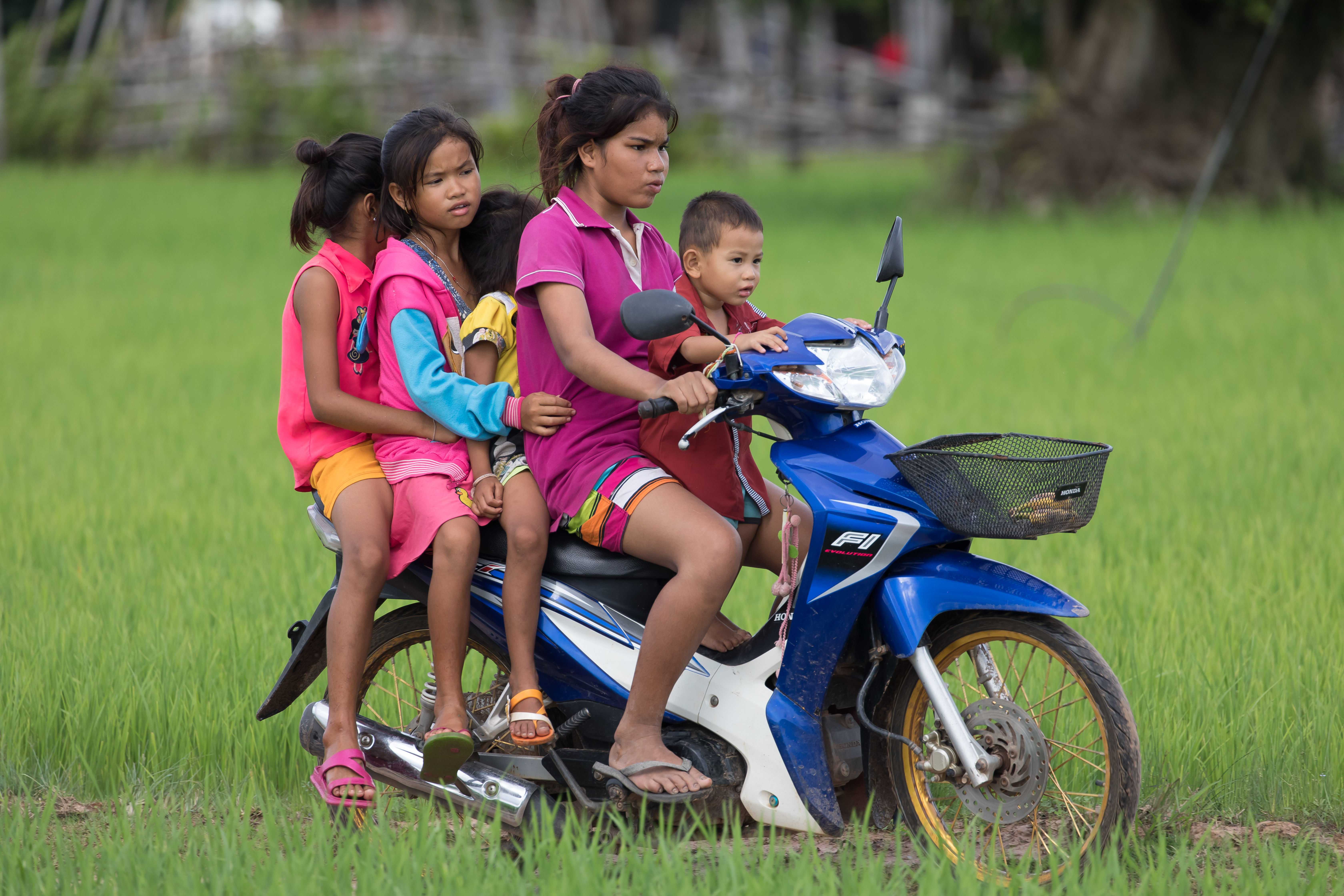
Người phụ nữ Lào đang chở theo 4 đứa trẻ

Ở Nam Phi, chiến dịch Think Bike đã được thành lập với mục tiêu nâng cao mức độ an toàn và nhận thức về xe máy trên các con đường của quốc gia. Chiến dịch này có sự hiện diện mạnh mẽ nhất ở tỉnh Gauteng, và cũng có đại diện tại Western Cape, KwaZulu Natal và Free State. Để đạt được mục tiêu này, nhiều cảnh sát đã được đào tạo để tham gia vào các sự kiện như cuộc đua xe đạp và tham gia tích cực vào các dự án khác như Cuộc chạy Đồ chơi Xe máy hàng năm.
Trên khắp Hoa Kỳ, việc giáo dục về an toàn xe máy được cung cấp bởi nhiều tổ chức khác nhau, bao gồm cả các cơ quan chính phủ, các tổ chức phi lợi nhuận và các tập đoàn. Hầu hết các tiểu bang sử dụng các khóa học được thiết kế bởi Tổ chức An toàn Xe máy (MSF), trong khi Oregon và Idaho đã phát triển khóa học riêng của họ. Tất cả các chương trình đào tạo bao gồm Khóa học lái xe cơ bản, Khóa học lái xe trung cấp và Khóa học lái xe nâng cao.
Ở Ireland, từ năm 2010, ở Vương quốc Anh và một số khu vực của Úc như Victoria, New South Wales,
Vùng Lãnh thổ Thủ đô Úc, Tasmania
và Bắc Úc, bắt buộc hoàn thành một khóa đào tạo lái xe cơ bản trước khi được cấp Giấy phép Học viên, sau đó họ có thể lái xe trên đường công cộng.
Ở Canada, việc đào tạo lái xe mô tô chỉ bắt buộc ở Quebec và Manitoba, tuy nhiên, tất cả các tỉnh và vùng lãnh thổ đều có các chương trình cấp bằng tốt nghiệp và hạn chế đối với những người mới lái xe cho đến khi họ có đủ kinh nghiệm. Điều kiện để có được bằng lái mô tô đầy đủ hoặc xác nhận hoàn thành khóa học An toàn mô tô khác nhau tùy thuộc vào từng tỉnh. Trong trường hợp không có Khóa Học An Toàn Xe Máy, khả năng nhận được bảo hiểm xe máy là rất thấp. Hội đồng An toàn Canada, một tổ chức phi lợi nhuận chuyên về an toàn, cung cấp chương trình Chuẩn bị trên toàn quốc và được Hội đồng Công nghiệp Mô tô công nhận. Học viên tốt nghiệp khóa đào tạo có thể đủ điều kiện để được giảm phí bảo hiểm.

## Tác động đến môi trường
Hiệu suất tiêu thụ nhiên liệu thấp của xe máy và xe tay ga đã thu hút sự quan tâm từ phía những người quan tâm đến môi trường và cả những người bị ảnh hưởng bởi việc tăng giá nhiên liệu.
Piaggio Group Americas đã giới thiệu một trang web và nền tảng mới có tên là "Vespanomics". Họ khẳng định rằng mỗi dặm đi xe máy Vespa chỉ tạo ra 0,4 pound khí thải carbon (tương đương 113 gram/km), thấp hơn 65% so với xe ô tô trung bình. Điều này không chỉ giảm lượng khí thải gây hiệu ứng nhà kính mà còn giúp tiết kiệm nhiên liệu một cách hiệu quả.
Tuy nhiên, khí thải từ ống xả của xe máy có thể chứa 10-20 lần nhiều hơn các oxit nitơ (NOx), carbon monoxit và hydrocacbon chưa đốt so với khí thải từ một ô tô hoặc SUV cùng năm. Điều này xảy ra vì nhiều xe máy thiếu bộ chuyển đổi xúc tác và tiêu chuẩn khí thải cho xe máy được cho phép lỏng lẻo hơn so với các loại phương tiện khác. Trong khi các bộ chuyển đổi xúc tác đã được lắp đặt trên hầu hết các ô tô và xe tải chạy bằng xăng kể từ năm 1975 tại Hoa Kỳ, chúng có thể gây khó khăn về lắp đặt và nhiệt độ trong trường hợp của xe máy.
Báo cáo kết quả chứng nhận năm 2007 của Cơ quan Bảo vệ Môi trường Hoa Kỳ về tất cả các phương tiện so với xe máy trên đường (bao gồm cả xe tay ga), mức chứng nhận trung bình của khí thải cho 12.327 phương tiện đã được kiểm tra là 0,734. Mức "Khí thải Nox+Co khi hết tuổi thọ sử dụng" trung bình cho 3.863 xe máy đã được kiểm tra là 0,8531. 54% trong số các xe máy kiểm tra mẫu 2007 được trang bị bộ chuyển đổi xúc tác.

### Giới hạn khí thải tại Hoa Kỳ
Bảng dưới đây cho thấy mức tối đa cho phép về khí thải hợp pháp của sự kết hợp giữa hydrocacbon, oxit nitơ và carbon monoxit cho các xe máy mới được bán tại Hoa Kỳ có dung tích xi lanh 280 cc trở lên.
| Tier   | Năm sản xuất   | HC+NOx (g/km) | CO (g/km) |
| ------ | -------------- | ------------- | --------- |
| Tier 1 | 2006–2009      | 1.4           | 12.0      |
| Tier 2 | 2010 and later | 0.8           | 12.0      |

Mức tối đa cho phép về khí thải hợp pháp của hydrocacbon và carbon monoxit cho các xe mô tô lớp I và II mới (tương ứng với dung tích xi lanh từ 50 cc đến 169 cc và từ 170 cc đến 279 cc) được bán tại Hoa Kỳ như sau:
| Năm sản xuất   | HC (g/km) | CO (g/km) |
| -------------- | --------- | --------- |
| 2006 và sau đó | 1.0       | 12.0      |

### Châu Âu
Các tiêu chuẩn khí thải châu Âu cho xe máy tương tự như tiêu chuẩn cho ô tô. Xe máy mới phải đáp ứng tiêu chuẩn Euro 5, trong khi ô tô phải đáp ứng tiêu chuẩn Euro 6D-temp. Các biện pháp kiểm soát khí thải xe máy đang được cập nhật và đã được đề xuất cập nhật lên tiêu chuẩn Euro 5+ vào năm 2024.

## Kỷ lục
- Kỷ lục thế giới về cú nhảy xe máy xa nhất được thiết lập vào năm 2008 bởi Robbie Maddison với khoảng cách 107 mét (351 ft).[56]
- Từ cuối năm 2010, đội Ack Attack đã giữ kỷ lục tốc độ đạt được trên mặt đất của xe máy với 376,36 mph (605,69 km/h).[57]

## Các hệ thống trên xe máy

### Hệ thống truyền động
Hệ thống truyền động xe máy được thiết kế để truyền năng lượng từ động cơ đến bánh sau, đảm bảo xe vận hành hiệu quả.

#### Phân loại
Hệ truyền động xích: Đây là loại phổ biến nhất, thường được sử dụng trên các dòng xe máy thông thường như Honda Wave và Yamaha Exciter.
Hệ truyền động dây đai: Thường thấy trên các xe tay ga như Honda Lead hay Harley Davidson
Hệ truyền động trục: Loại này phổ biến trên các dòng mô tô cao cấp như BMW R1200GS.

#### Cấu tạo
- Ly hợp (Clutch): Quản lý việc ngắt hoặc kết nối năng lượng từ động cơ tới hộp số.
- Hộp số (Transmission):

Hộp số bán tự động (AMT): Thường thấy trên xe số và xe côn tay.
Hộp số vô cấp (CVT): Sử dụng dây đai, phổ biến trên xe tay ga.
Hộp số ly hợp kép (DCT): Tích hợp cả tự động và chế độ sang số bằng tay, như Honda NC750X.
- Bộ truyền động cuối (Final Drive): Xích tải, Dây đai, Trục các đăng